# 灰の記憶
『灰の記憶』（原題: The Grey Zone）は、2001年に制作されたアメリカ合衆国の映画。監督・脚本はティム・ブレイク・ネルソン。
実在のユダヤ人医師、ミクロシュ・ニスリの手記を基に、ティム・ブレイク・ネルソンが映画化した。ポーランドのアウシュビッツ強制収容所のガス室で奇跡的に生き残った少女の命を守るユダヤ人たちの葛藤と勇気を描く。本作は第26回トロント国際映画祭出品作品である。
日本では2003年に公開され文部科学省選定作品となっている。

## ストーリー
1944年、アウシュビッツ強制収容所。ユダヤ人のホフマンは、同じユダヤ人をガス室に送るなどの特別任務を担う“ゾンダーコマンド”としてナチスのために働いていた。その見返りは食事と4ヵ月の延命。一方で彼は、密かに同じユダヤ人である焼却場のアブラモヴィッチや軍需工場で働く女囚ダイナらと死体を焼き続ける焼却炉の破壊を計画していた。それは、彼らにできる最後の抵抗だった。そんなある日、ホフマンはガス室で死体処理中、奇蹟的に生き残った少女を発見する。ニスリ医師の手当で一命を取り留めたその少女を、彼は危険を承知で匿うのだった。

## キャスト
※括弧内は日本語吹替
- ホフマン - デヴィッド・アークエット（檀臣幸）
- ムスフェルドSS軍曹 - ハーヴェイ・カイテル（青森伸）
- ダイナ - ミラ・ソルヴィノ（藤貴子）
- アブラモヴィッチ - スティーヴ・ブシェミ（青山穣）
- ローザ - ナターシャ・リオン（橘川佳代子）
- ニスリ医師 - アラン・コーデュナー（仲野裕）
- サイモン - ダニエル・ベンザリ（嶋崎伸夫）

## 評価
レビュー・アグリゲーターのRotten Tomatoesでは84件のレビューで支持率は69%、平均点は7.00/10となった。Metacriticで27件のレビューを基に加重平均値が58/100となった。